# Harbin Y-11
Самолет Y-11 относится к классу легких транспортных машин и предназначен для воздушных перевозок пассажиров и небольших грузов. Он может использоваться также в качестве санитарного, связного и патрульного самолёта.
Y-11 — простой грузовой транспортный высокоплан цельнометаллической конструкции. Его центроплан усилен подкосами, к которым крепятся главные опоры неубирающегося трехопорного шасси. Эта машина разрабатывалась с начала 1970-х годов для замены Shijiazhuang Y-5 (построенных по лицензии Ан-2, которых, начиная с 1970 года, построили свыше 225 единиц).
Несмотря на свой простой вид, самолёт Y-11 обладает отличными взлетно-посадочными характеристиками. Это достигнуто благодаря развитой механизации крыла по передней кромке — фиксированные внутренние и автоматические внешние предкрылки. Задняя кромка крыла занята двухщелевыми закрылками по внутренней стороне и зависающими элеронами по внешней части.

## Разработка
Первый экземпляр базового варианта облетали в  1977-году с максимальной полезной нагрузкой 940 кг, которая включает до восьми пассажиров либо груз. Серийное производство самолёта было начато китайской фирмой Harbin Aircraft Manufacturing Corporation в 1977 году. Затем построили чуть более 50 самолётов — главным образом для сельского хозяйства и наблюдения. Самолёт Y-11 имел два звездообразных двигателя Zhuzhou Huosai-6A (АИ-14РФ) мощностью по 285 л. с.
После выпуска первой серии в 30 самолётов была разработана новая модификация — Harbin Y-12 с более мощными двигателями РТ6А-27 той же фирмы. Опытный самолёт этой модификации совершил первый полет 16 августа 1984-года, в декабре  1985-году он получил местный сертификат летной годности, а 20 июня 1990-года — одобрение Управления гражданской авиации Великобритании, открывшее ему выход на международный рынок авиатехники. Кроме ВВС и гражданских авиалиний Китая, самолёт используется в ВВС Шри-Ланки.

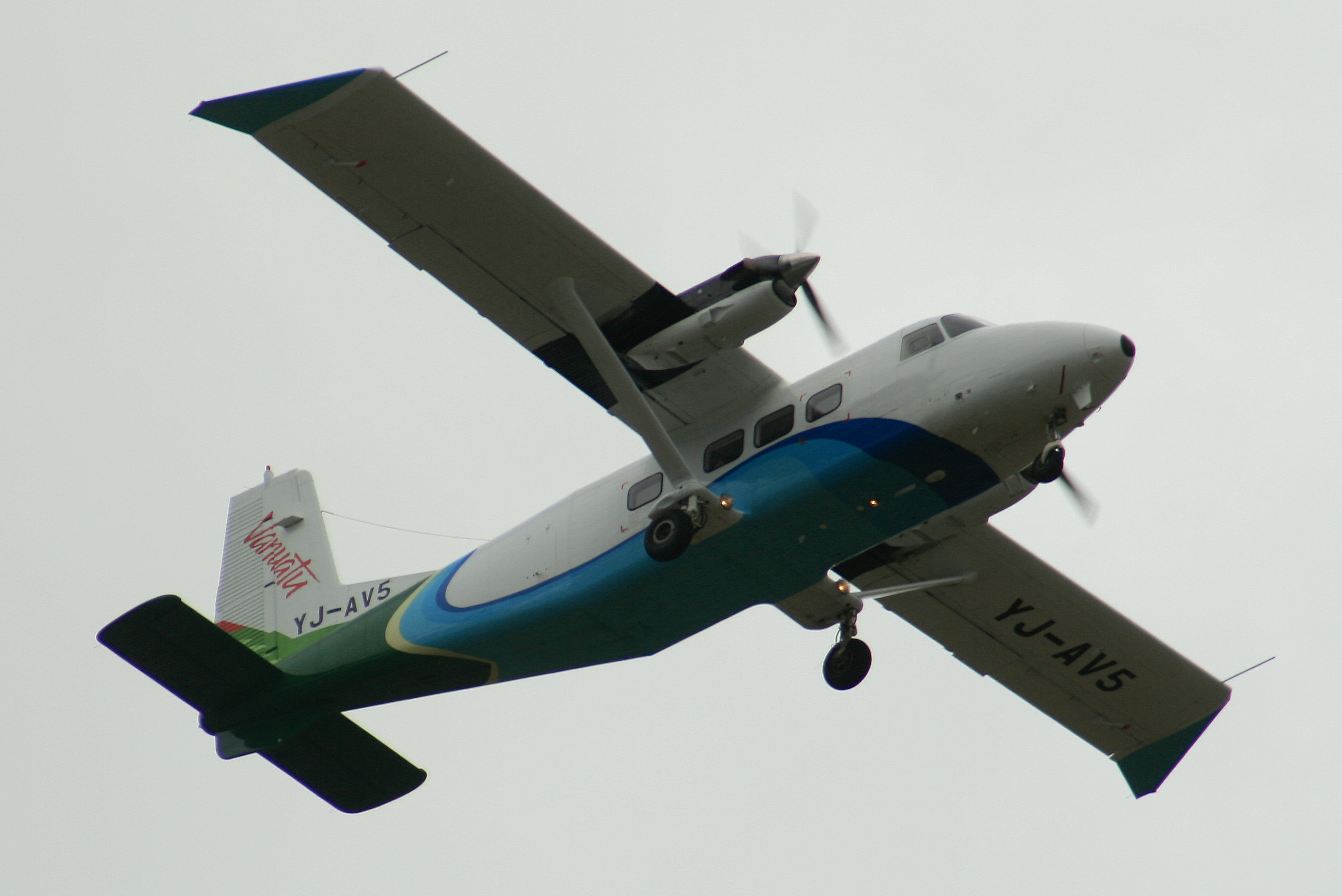
Harbin Y-11 местных авиалиний Вануату

## Конструкция
Самолёт является цельнометаллическим монопланом с высокорасположенным прямым крылом и однокилевым хвостовым оперением. Фюзеляж типа полумонокок. Кабина рассчитана на перевозку восьми пассажиров или 800 кг груза. Крыло снабжено средствами механизации, позволяющими наряду с трехточечными неубирающимся колесным шасси эксплуатировать самолёт на грунтовых аэродромах.
Самолёт Y-11 оснащен двумя поршневыми двигателями Huosai 6, являющимися копией советских двигателей АИ-14 (мощность каждого двигателя 300 л. с.). Запас топлива в объёме 530 л размещается в четырёх металлических баках — двух крыльевых и двух в гондолах двигателей. При максимальной взлетной массе 3500 кг самолёт развивает скорость 220 км/час и имеет дальность полета 400 км.